# Tijera de cocina

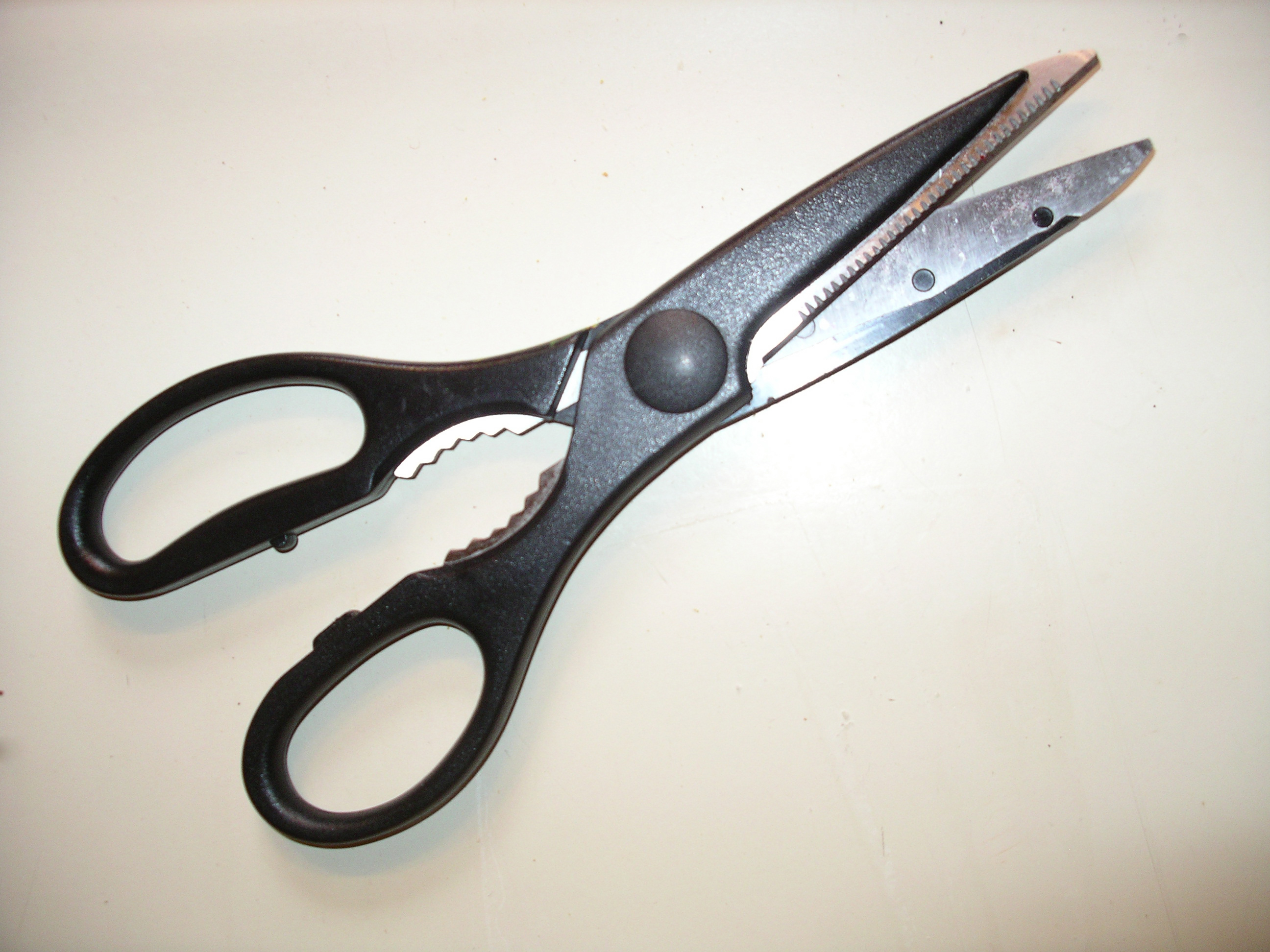
Unas típicas tijeras de cocina.

Las tijeras de cocina son una especie de tijeras que difieren de las comunes en la localización del pivote. Las tijeras de cocina tienen el pivote ubicado lo más lejos de las asas de los dedos para proporcionar de esta manera una mayor fuerza para cortar. Las tijeras de cocina suelen emplearse en numerosas ocasiones para cortar y separar tejidos de los alimentos cárnicos, cortar huesos, superficies, etc.
Las tijeras suelen ser empleadas por los profesionales de la pescadería para abrir las entrañas, sacar las branquias y raspar las escamas. Existen otros usos profesionales como abrir las aves y descuartizarlas, es una herramienta de segunda especie.